# Flugplatz Ouanda Djallé

i7
i11
i13
Der Flugplatz Ouanda Djallé (französisch Aérodrome de Ouanda Djallé, IATA-Code: ODJ, ICAO-Code: FEGO) ist der Flugplatz von Ouanda Djallé, einer Kleinstadt in der Präfektur Vakaga im Nordosten der Zentralafrikanischen Republik.
Der Flugplatz liegt am Nordrand der Stadt auf einer Höhe von 605 Metern. Seine Start- und Landebahn ist unbefestigt, verläuft parallel zur Route nationale 5 und verfügt nicht über eine Befeuerung. Der Flughafen kann nur tagsüber und nur nach Sichtflugregeln angeflogen werden und verfügt über keine regulären Passagierverbindungen. Die Piste ist nicht ganzjährig benutzbar, in der Regenzeit kann es zu Einschränkungen kommen.

## Geschichte
Der Flugplatz Yalinga wurde im Jahr 1957, während der französischen Kolonialzeit, für öffentlichen Verkehr (nur während der Trockenzeit) geöffnet.